# Sirena de Senterada
La Sirena de Senterada és una obra de Senterada (Pallars Jussà) inclosa a l'Inventari del Patrimoni Arquitectònic de Catalunya.

## Descripció
Antic fanal a la sortida del poble en direcció a Naens.
Sobre un llarg pedestal quadrat de pedra hi ha l'escultura d'una sirena amb els braços aixecats. L'escultura fou realitzada amb ciment i és de factura molt tosca.